# Gieslenberg
Gieslenberg ist ein Ortsteil Reusraths, einem Stadtteil der Stadt Langenfeld.

## Geografie
Gieslenberg liegt auf der Niederterrasse rechts des Rheins und ist von Reusrath durch den Geländeunterschied zur Mittelterrasse optisch getrennt. An Gieslenberg grenzen im Osten Reusrath, im Norden Langenfeld-Mitte, im Westen das ebenfalls zu Langenfeld gehörende Neurath an. Im Süden schließen sich zunächst Mehlbruch und weiter das zu Leverkusen gehörende Rheindorf an. Die Ortschaft wird durch Rheindorfer Straße erschlossen, die parallel zur Bahnstrecke von Köln nach Düsseldorf verläuft, der ehemaligen Cöln-Mindener Eisenbahn. Offene Gewässer sind nicht, oder nicht mehr vorhanden. Ein einst aus Reusrath herabfließender Bach wird zuvor in Mehlbruch versickert.

## Geschichte

### Aus alter Zeit
Aus Ur- und Frühgeschichte ist nichts bekannt, doch lassen Bodenfunde beim nur 2,0 km entfernt liegenden Rosendahlsberg/Neuburger Hof den Schluss zu, dass schon steinzeitliche Jäger und Sammler durch Gieslenberg gestreift sind. Eine Besiedlung im Mittelalter kann ebenfalls nur vermutet werden. Erstmals urkundlich erwähnt wird Gieslenberg in Zusammenhang mit der Verpachtung eines Landstücks von 3 Morgen Land am „Geislberg“ am 22. Februar 1587.

### Aus neuerer Geschichte
1884 wurde auf Drängen des Bürgermeisters Haas in Gieslenberg eine Schule eingerichtet. Eine erste Zeichnung des Schulhauses datiert aus dem Jahre 1886. Am 1. April 1907 besuchten 148 Kinder die Schule, am 1. April 1912 waren es 169 und am 1. Januar 1949 209 Schülerinnen und Schüler.

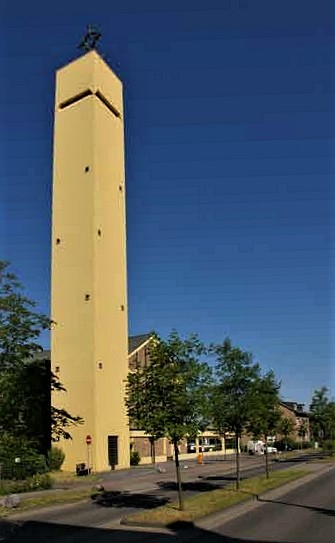
Sankt Gerhard in Gieslenberg
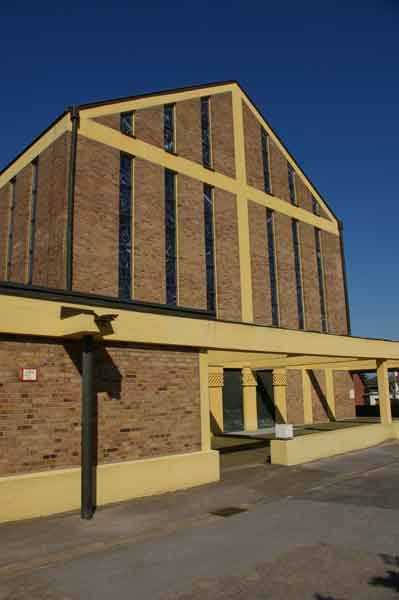
Moderne Architektur an Gieslenbergs Kirche
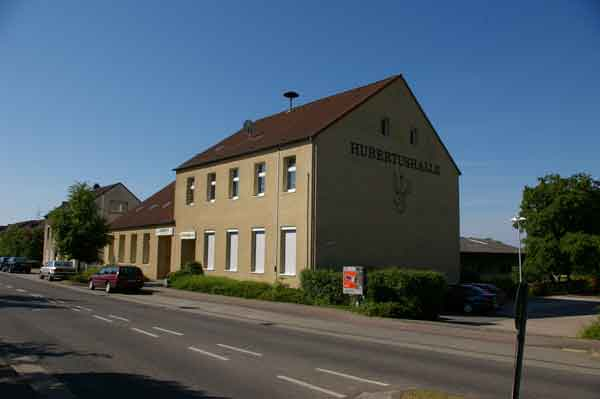
Neben der Kirche: Die Hubertushalle
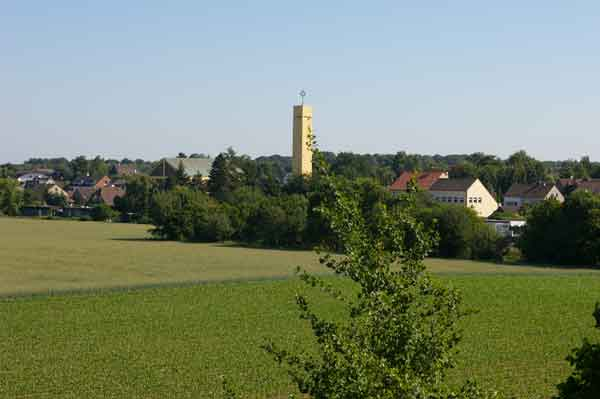
Blick von Bahnüberführung auf Gieslenberg

Einen tiefen Einschnitt für das Schützenwesen im Süden der Stadt bedeutete die Abspaltung des am 19. Juni 1926 gegründeten St.-Hubertus-Schützenvereins Mehlbruch-Gieslenberg, der heutigen St.-Hubertus-Schützenbruderschaft Mehlbruch-Gieslenberg, von der St. Sebastianus-Schützenbruderschaft Reusrath von 1468. Die Gieslenberger Schützen betrieben auch maßgeblich den Bau einer eigenen Kirche voran. Durch Teilung der Pfarre von St. Barbara wurde St. Gerhard in Gieslenberg zu Weihnachten 1964 eingeweiht. Die Kirche St. Gerhard in Gieslenberg wurde vom Architekten Herbert Herrmann entworfen. Sie beging am 28. April 1990 den 25. Jahrestag ihrer Kirchweihe. Der Kirchenchor der Pfarre wurde im Jahre 1965 gegründet. Die Hubertus-Halle der Schützenbruderschaft neben der Kirche wurde im Jahre 1977 eingeweiht.

### Weitere historische  Daten
- Im Jahre 1915 wurde Gieslenberg an das Rohrnetz der Stadtwerke Langenfeld zur Gasversorgung angeschlossen.
- 1988 wurde die Regenversickerungsanlage an der Rheindorfer Straße errichtet.[2]

## Vereine
- St. Hubertus Schützenbruderschaft Mehlbruch-Gieslenberg
- Gartenbauverein Gieslenberg-Mehlbruch